# 伊西力安遊俠
在英國作家托爾金的傳說故事集中，伊西力安遊俠（Rangers of Ithilien），也被稱為南方遊俠（Rangers of the South）或剛鐸遊俠（Rangers of Gondor），是一群隸屬於剛鐸的登丹人戰士，守衛著剛鐸邊界伊西力安，他們以漢那斯安南作為基地。

## 歷史
伊西力安遊俠血緣來自於遠古時期的西方皇族，為登丹人的一支，祖先是伊西力安淪陷之前居住在該處的子民；他們奉剛鐸攝政王之命組成，越過安都因河去抵抗在伊西力安出沒的索倫部下。
伊西力安遊俠也能夠用辛達族精靈語交談。他們在活動時為了配合伊西力安的地貌，而穿著綠色與褐色的衣物來偽裝自己，其武器主要為劍、弓箭和長矛。平時遊俠以隱藏在瀑布後的山洞漢那斯安南作為其秘密根據地。
魔戒聖戰時期，伊西力安遊俠由法拉墨領導，其他的成員包括馬伯龍、丹姆拉與安朋。佛羅多與山姆在攜帶魔戒前往魔多的旅途中曾遇見過他們。

## 改編描述
在彼得·傑克森執導的魔戒電影裡，伊西力安遊俠隨著法拉墨一同出場，他們的首領為馬迪爾。作為原創人物的馬迪爾由約翰·巴赫所飾演，電影中他是法拉墨的助手，在奧斯吉力亞斯之戰中被半獸人葛斯摩所殺。而丹姆拉則由紐西蘭演員阿利斯塔爾·白朗寧飾演。

## 外部連結
- 伊西力安遊俠在阿爾達百科全書上的條目（英文）